# Creative Micro Designs
Creative Micro Designs är ett företag som säljer datorer och tillbehör. Företaget började sin verksamhet med att sälja egenhändigt utvecklad hårdvara och mjukvara till Commodore 64 och Commodore 128. Creative Micro Designs upphörde med all försäljning av Commodore-relaterade produkter år 2001.

## C64/C128 produkter
- SuperCPU - en uppgradering avsedd för C64/C128 som bygger på en 65C816-cpu med en klockfrekvens på 20MHz.
- SuperRAMCard